# Dicraeanthus taylorii
Dicraeanthus taylorii là một loài thực vật có hoa trong họ Podostemaceae. Loài này được J.J.de Wilde & Guillaumet mô tả khoa học đầu tiên năm 1964.